# Axel De Lie
Axel De Lie (født 27. april 1999 i Vaux-sur-Sûre) er en tidligere cykelrytter fra Belgien.